# Jantra (Estland)
Jantra is een plaats in de Estlandse gemeente Võru vald, provincie Võrumaa. De plaats heeft de status van dorp (Estisch: küla) en heeft 26 inwoners (2021).
Tot in oktober 2017 hoorde Jantra bij de gemeente Orava. In die maand werd Orava bij de gemeente Võru vald gevoegd. Daarmee verhuisde de gemeente Orava tegelijk van de provincie Põlvamaa naar de provincie Võrumaa.

## Geschiedenis
Jantra werd in 1782 voor het eerst genoemd onder de naam Jantra Tomas, ook wel Jantra Petto, een boerderij die viel onder de veehouderij Waldeck (Orava) op het landgoed van Neuhausen (Vastseliina). In 1820 werd Jantra voor het eerst genoemd als dorp. Toen Waldeck in 1841 een zelfstandig landgoed werd, ging Jantra mee.
In 1977 werden de buurdorpen Mudakülä en Aessaarõ bij Jantra gevoegd.